# Égypte aux Jeux olympiques
L'Égypte a participé à 24 Jeux d'été et à 1 édition des Jeux d'hiver. Le pays a gagné 9 médailles d'or, 12 médailles d'argent et 20 médailles de bronze.

## Athlètes égyptiens
Nicolas Zahar (1893-1980), Tennis double et simple. Il arrivera en quart final de la coupe Davis en double et simple. Finaliste du championnat de Belgique en double en 1930, Wimbledon, Roland-Garros…